# ناتاشا دوي
ناتاشا دوي (بالإنجليزية: Natasha Dowie)‏ (30 يونيو 1988 في الإمارات العربية المتحدة - ) هي لاعبة كرة قدم بريطانية في مركز الهجوم. شاركت مع منتخب إنجلترا تحت 19 سنة للسيدات لكرة القدم ومنتخب إنجلترا تحت 23 سنة للسيدات لكرة القدم ومنتخب إنجلترا لكرة القدم للسيدات. أما مع النوادي، فقد لعبت مع نادي ليفربول لكرة القدم للسيدات وMelbourne Victory FC (W-League) ‏ وCharlton Athletic W.F.C. ‏ ونادي إيفرتون للسيدات وFulham F.C. Women ‏ وDoncaster Rovers Belles L.F.C. ‏ وLondon Bees ‏ وWatford F.C. Women ‏.

## وصلات خارجية
- ناتاشا دوي على موقع الاتحاد الدولي (مؤرشف)  (الإنجليزية)
- ناتاشا دوي على موقع الاتحاد الأوربي (الإنجليزية)
- ناتاشا دوي على موقع اتحاد النرويج (النرويجية)
- ناتاشا دوي على موقع قاعدة بيانات كرة القدم.إي يو (الإنجليزية)
- ناتاشا دوي على موقع Soccerway.com (الإنجليزية)
- ناتاشا دوي على موقع عالم كرة القدم.نت (الإنجليزية)